# Хімічний синтез
Хімі́чний си́нтез — отримання хімічних сполук заданої структури, складу й властивостей з інших хімічних сполук за допомогою послідовності хімічних реакцій.

## Загальний опис
Хімічний синтез відбувається в природі в клітинах живих організмів, в хімічних лабораторіях і на виробництві. З огляду на важливість органічної хімії, окремо виділяють органічний синтез.
Біосинтез білків відбувається в рибосомах на основі коду, скопійованого з ДНК. У рослинах та бактеріях відбувається фотосинтез — утворення органічних сполук за рахунок енергії світла, важливою складовою якого є фіксація Карбону, а вихідними речовинами є вуглекислий газ і вода.
У лабораторних умовах синтез конкретної речовини є послідовністю хімічних реакцій та температурних, концентраційних, світлових та інших режимів, при яких вони відбуваються. Кожна з реакцій може потребувати каталізатора.
Розроблена в лабораторіях методика синтезу хімічних сполук може стати промисловим технологічним процесом.

## Асиметричний синтез
Традиційний термін для стереоселективного синтезу хіральних сполук. Такий синтез, що йде з утворенням хіральної молекули з прохіральної (енантіоселективний синтез) або хірального фрагмента в молекулі (діастереоселективний синтез) за допомогою оптично активного асиметризуючого реагенту або фізичного чинника (при цьому стереоізомерні продукти утворюються в нерівних кількостях). Неможливо одержати оптично активну речовину, якщо всі реагенти й середовище оптично неактивні, навіть якщо оперувати з рацематами.

## Паралельний синтез
У комбінаторній хімії — синтез набору окремих сполук одночасно в багатьох фізично відділених реакційних посудинах або мікрореакторах без обміну інтермедіатами протягом процесу. Протилежність до пулсплітного синтезу.